# 湖南省曲艺家协会
湖南省曲艺家协会是湖南省戏曲、相声、小品、快板工作者组成的人民团体，隶属于中共湖南省委宣传部湖南省文联。

## 历史沿革
湖南省曲艺家协会成立于1958年6月，曾用名“湖南省曲艺工作者协会”和“中国曲艺家协会湖南分会”。

## 组织机构
湖南省曲艺家协会属于自愿结合的专业性群众团体，是中国曲艺家协会、湖南省文联的团体会员。最高权力机构为会员代表大会，执行机构由会员代表大会选举产生的理事会，理事会选举产生主席团，主席团为协会常设领导机构。湖南省曲艺家协会下设曲艺理论研究会、相声研究会、快板艺术研究会等专业学术与艺术组织。

## 简介

### 人数
湖南省曲艺家协会现有会员594人，当中又属于中国曲艺家协会的会员80人。

### 基本宗旨
繁荣曲艺事业；丰富人民群众精神文化生活；促进社会主义现代化建设

## 历任领导

### 第八届理事会
- 荣誉主席：龙华
- 主席：杨奇志
- 副主席：李迪辉、郭新、杨志淳、黄士元
- 秘书长：杨奇志（兼）
- 副秘书长：谢子元
- 理事：王定中、王密根、田志斌、任军、刘志立、刘俊生、江正彬、李立平、李迪辉、李爱华、李清德、芦克宁、张勇、张子映、张俊山、陈学钊、罗树慧、罗继南、周芳、周卫星、赵卫国、胡建林、贺长荣、聂晶平、徐文、郭丹、黄健勇、曹曙光、蒋先华、覃惠君、谢子元、鄢德全、雷正和、蔡金龙、熊柯冰

### 第九届理事会
- 主席：任军（大兵）

- 副主席：朱晓玲、邹华春、原明珠、黄荣、曹曙光、熊壮

- 秘书长（兼）：原明珠
- 副秘书长（兼）：周芳、曹梦[2]